# Казахи в Афганистане
Казахи в Афганистане — одно из тюркоязычных меньшинств, проживающих в Афганистане.

## История
Впервые казахи начали заселять Афганистан в конце XIX века. Первую группу казахов составили сторонники хана Кенесары. После поражения восстания Кенесары Касымова часть казахских воинов, опасаясь преследования карательных войск, откочевала в Афганистан. Позднее к ним стали присоединяться и другие группы повстанцев, недовольных политикой имперского правительства.
В начале XX века примерная численность казахов Афганистана составила около 2 тысяч человек. Позднее заселившимся в Афганистане стали бежавшие из Советского Казахстана в результате политики коллективизации и подавления басмаческого восстания, а также беженцы с Синьцзяна.
В конце XX века группу стали составлять ветераны Афганской войны, оставшиеся в Афганистане по недосмотру советских властей.

## Численность
Согласно переписи за 2021 год, численность казахов в Афганистане составляет 3 300 человек. В основном проживают в городах Мазари-Шариф, Кундуз, Баглан и Кабул. Они собираются во время семейных праздников. Несмотря на политику Талибана, они по-прежнему придерживаются своих обычаев. Говорят на казахском, как родном, а также на пушту, как государственном.